# Pachydota drucei
Pachydota drucei är en fjärilsart som beskrevs av Rothschild 1909. Pachydota drucei ingår i släktet Pachydota och familjen björnspinnare. Inga underarter finns listade i Catalogue of Life.